# Ensemble, c'est un bordel... séparés, un désastre
Pour plus de détails, voir Fiche technique et Distribution.
Ensemble, c'est un bordel... séparés, un désastre (Quando la coppia scoppia) est un film italien réalisé par Steno, sorti en 1981.

## Fiche technique
- Titre original : Quando la coppia scoppia
- Titre français : Ensemble, c'est un bordel... séparés, un désastre
- Réalisation : Steno
- Scénario : Ottavio Jemma (en) et Gianfranco Manfredi
- Photographie : Luigi Kuveiller
- Musique : Piero Umiliani
- Pays d'origine : Italie
- Genre : comédie
- Date de sortie : 
  - Italie : 26 mars 1981

## Distribution
- Enrico Montesano : Enrico Granata
- Claude Brasseur : Pier Giorgio Funari
- Dalila Di Lazzaro : Angela
- Lia Tanzi : Rossana De Maio
- Gigi Reder : Pier Giorgio Martini
- Daniela Poggi : Mara
- Paolo Baroni : collègue d'Enrico